# Chór Dziecięco-Młodzieżowy Parafii Prawosławnej św. Cyryla i Metodego w Białej Podlaskiej
Chór Dziecięco-Młodzieżowy Parafii Prawosławnej św. Cyryla i Metodego w Białej Podlaskiej istnieje od 2006 roku. Powstał z inicjatywy żony księdza – Moniki Gościk, która jest również opiekunem chóru. Jest to jedyny chór dziecięcy w Prawosławnej Diecezji Lubelsko-Chełmskiej. 
Chór liczy 20 członków w wieku od 4 do 16 lat. Dzieci śpiewają utwory w języku cerkiewno-słowiańskim, jak i prawosławne pieśni w języku rosyjskim, ukraińskim i białoruskim.
Głównym założeniem chóru jest śpiewanie w Cerkwi podczas niedzielnego nabożeństwa, którego fragmenty sprawowane są w języku polskim.
Chór uczestniczył w koncertach i festiwalach, m.in. w:
- Ogólnopolskim Festiwalu Bożonarodzeniowym „Betlejem u Avetek”, gdzie w 2007 r. zdobył nagrodę specjalną
- Międzynarodowym Festiwalu Kolęd Wschodniosłowiańskich w Terespolu
- Koncercie Kolęd w Piotrkowie Trybunalskim
- Koncercie „Skarby Kultury Podlasia” w Białej Podlaskiej
- „Zaduszkach Kulturalnych” w Konstantynowie